# Martin Schmitt (Musiker)

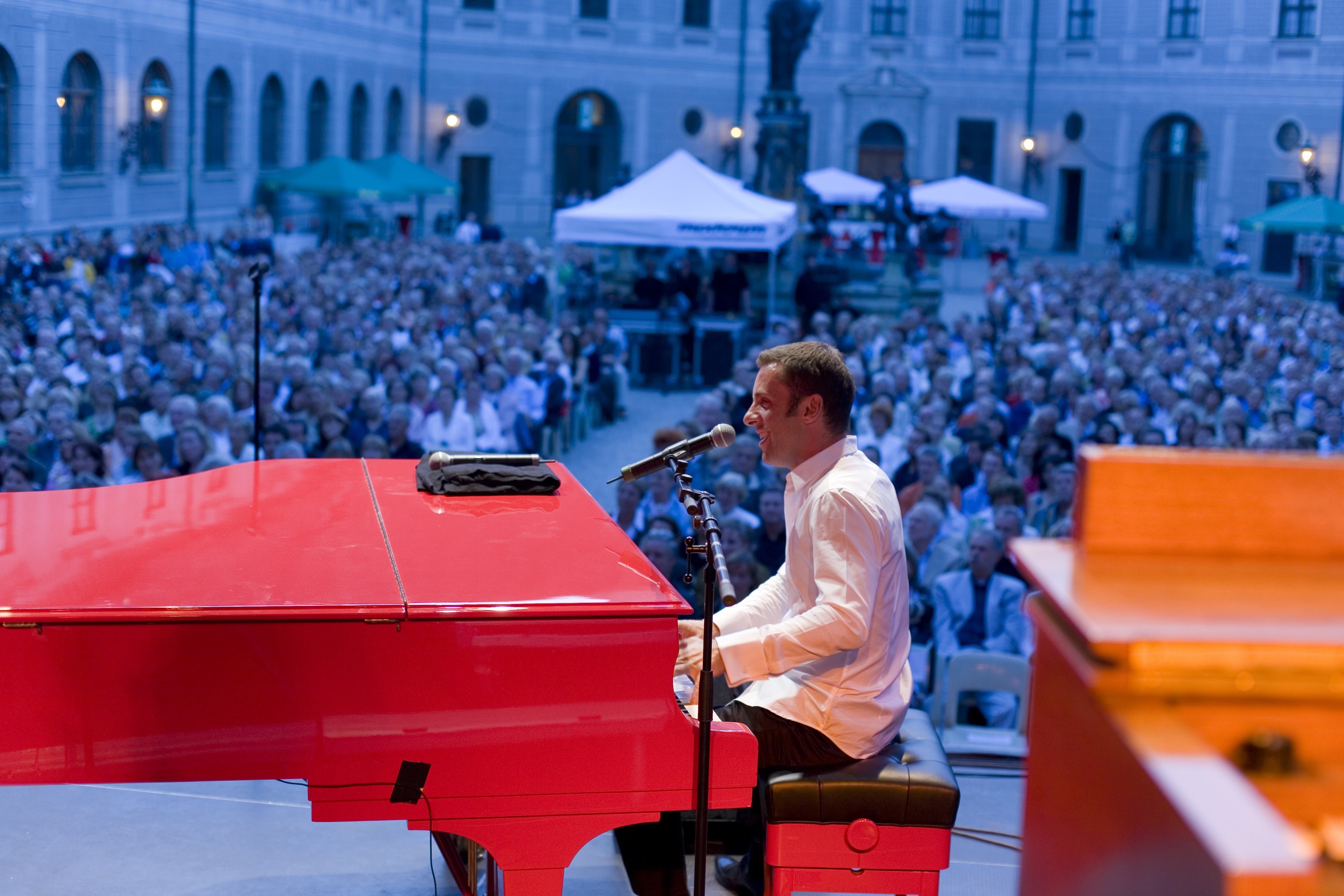
Martin Schmitt in der Münchner Residenz

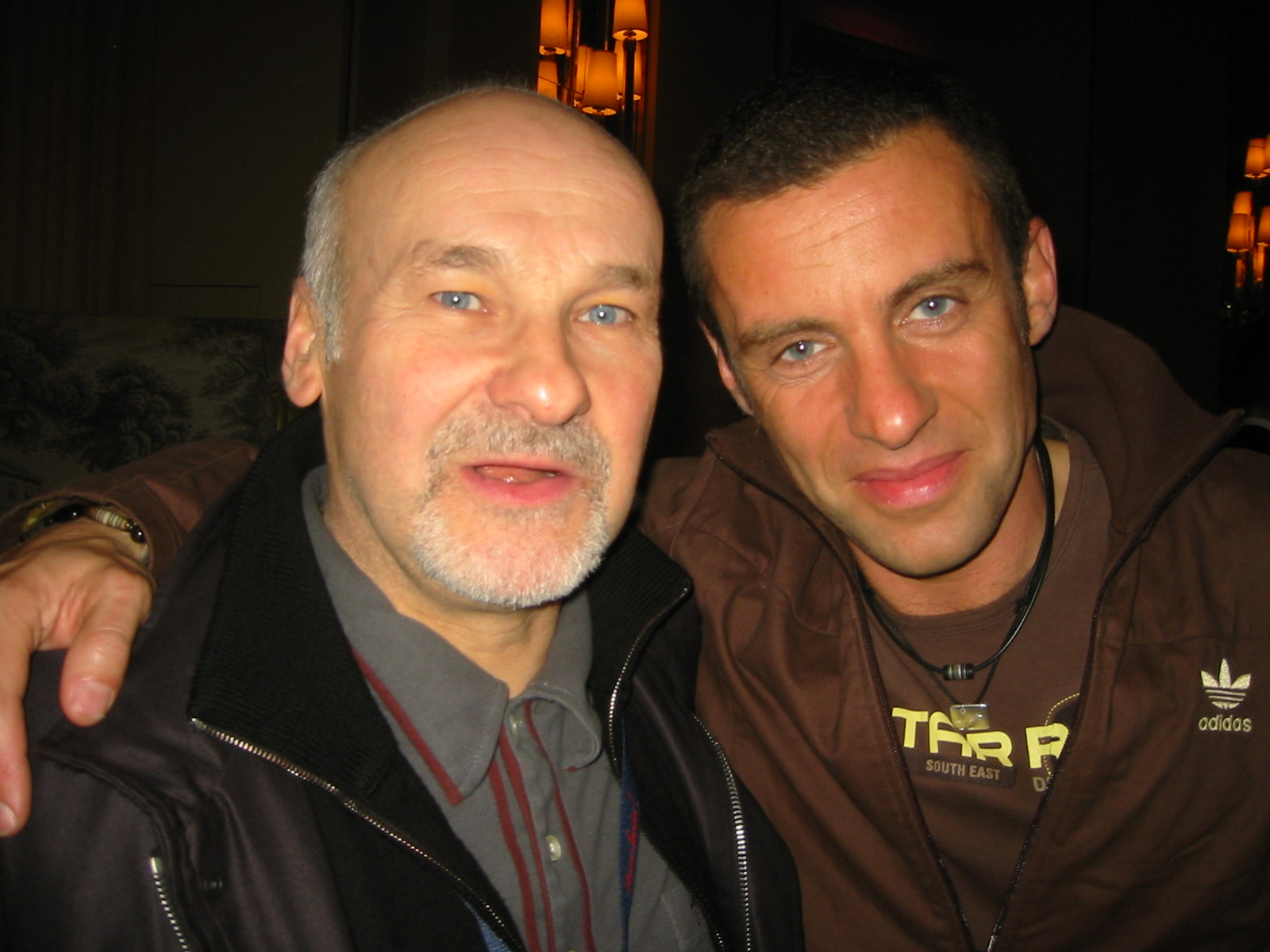
Martin Schmitt (rechts) und Paul Carrack

Martin Schmitt (* 15. Januar 1968 in München) ist ein deutscher Pianist, Sänger, Kabarettist, Komponist und Texter.

## Leben und Karriere
Schmitt begann im Alter von 14 Jahren mit dem Gesang und dem Klavier- und Tubaspielen. Danach trat er in der Münchner Szene und auf Festivals als Blues und Boogie Woogie Pianist auf. Er spielt eine Mischung aus Soul, Jazz und Blues. Kabarett war und ist ein ausgeprägter Bestandteil seines Programms. Er war zudem als künstlerischer Leiter von Piano-Festivals tätig und ist unter anderem Preisträger des Tassilo-Preises der Süddeutschen Zeitung. Er war gemeinsam mit Chuck Berry, Jerry Lee Lewis, Stefan Gwildis, Paul Carrack, Helge Schneider, Monika Gruber, Axel Zwingenberger, Victoria Tolstoy, Vince Weber auf der Bühne. Schmitt komponierte zwei Titel für den ARD-Thriller „Im Visier des Bösen“ mit Klaus-Maria Brandauer. Weitere Titel wurden im „Martin Schmitt Songbuch“ veröffentlicht.
In 37 Bühnenjahren veröffentlichte er zahlreiche CDs und DVDs sowie ein Buch mit Liedtexten und Gedichten. Schmitt präsentierte 2007 ein Programm mit eigenen deutschsprachigen Titeln, die ihre Wurzeln in den Genres Singer/Songwriter, Soul, Jazz und Rhythm and Blues haben. Die Show wurde vom Bayerischen Fernsehen, SWR, 3sat, BR-alpha und NDR Fernsehen gesendet. Im Mai 2008 produzierte der BR die Fernsehsendung „Die Verleihung des 10. Bayerischen Kabarettpreises“, bei der Schmitt unter anderem im Duett mit Monika Gruber auftrat. Im April 2016 feierte er sein 30. Bühnenjubiläum mit der Spider Murphy Gang, Claudia Koreck, Bodo Wartke und Joja Wendt. Im zweijährigen Turnus veranstaltet er in der Münchner Philharmonie stets ausverkaufte Konzerte mit zahlreichen Gästen, darunter Haindling, Hannes Ringlstetter, Maxi Schafroth, Willy Astor, der Bayerischen Philharmonie u. v. m.

## Auszeichnungen
2016 bekam er den Solistenpreis des Schwarzwald Musikfestivals verliehen, 2017 gewann er den Comedy-Preis „Böblinger Mechthild“, 2018/2019 wurde er Deutscher Kabarettmeister und 2022 erhielt er den Fränkischen Kabarettpreis.

## Diskografie
- 1993 Handful Of Blues (ESM)
- 1995 Five Feet And The Blues (Blackbird)
- 1996 Triology
- 1996 Live At Lloyds, mit Joja Wendt
- 1998 Sunrise Joys (Nullviernull)
- 2000 Capricorn (Nullviernull)
- 2001 Look Ahead
- 2003 We’re Gonna Make It - A Tribute To Ray Charles
- 2006 20 Years Live On Stage (auch als DVD), mit Helge Schneider, Pete York u. a.
- 2009 Schmitt
- 2012 Aufbassn!
- 2015 Von Kopf bis Blues
- 2016 Aufbassn! (Buch)
- 2016 30-jähriges Bühnenjubiläum, mit der Spider Murphy Gang, Claudia Koreck, Bodo Wartke, Joja Wendt u. a. (DVD)
- 2022 Jetz is Blues mit lustig